# Křenovice (district de Přerov)
Pour les articles homonymes, voir Křenovice.
Křenovice (en allemand : Krzenowitz ; de 1939 à 1945 : Krenowitz) est une commune du district de Přerov, dans la région d'Olomouc, en Tchéquie. Sa population s'élevait à 434 habitants en 2020.

## Géographie
Křenovice se trouve à 4 km au sud-ouest de Kojetín, à 20 km au sud-ouest de Přerov, à 30 km au sud d'Olomouc et à 221 km à l'est-sud-est de Prague.
La commune est limitée par Měrovice nad Hanou au nord-ouest, par Kojetín au nord et à l'est, par Věžky au sud, et par Vitčice et Stříbrnice à l'ouest.

## Histoire
La première mention écrite du village date de la première moitié du XIVe siècle.

## Transports
Par la route, Křenovice se trouve à 23,5 km de Přerov, à 36,5 km d'Olomouc et à 262 km de Prague.